# Tibble station
Tibble station är en station på Roslagsbanan i Täby kommun, cirka 12 km från Stockholms östra. Den har två spår och en mittplattform.
Antalet påstigande en genomsnittlig vintervardag (2018) är cirka 2 100.

## Historik
På den då enkelspåriga sträckan inrättades en hållplats 1974. Hela Kårstagrenen var avstängd januari-augusti 2017 för utbyggnad av dubbelspår på sträckan Roslags Näsby - Visinge. I samband därmed byggdes denna station helt om.

## Galleri

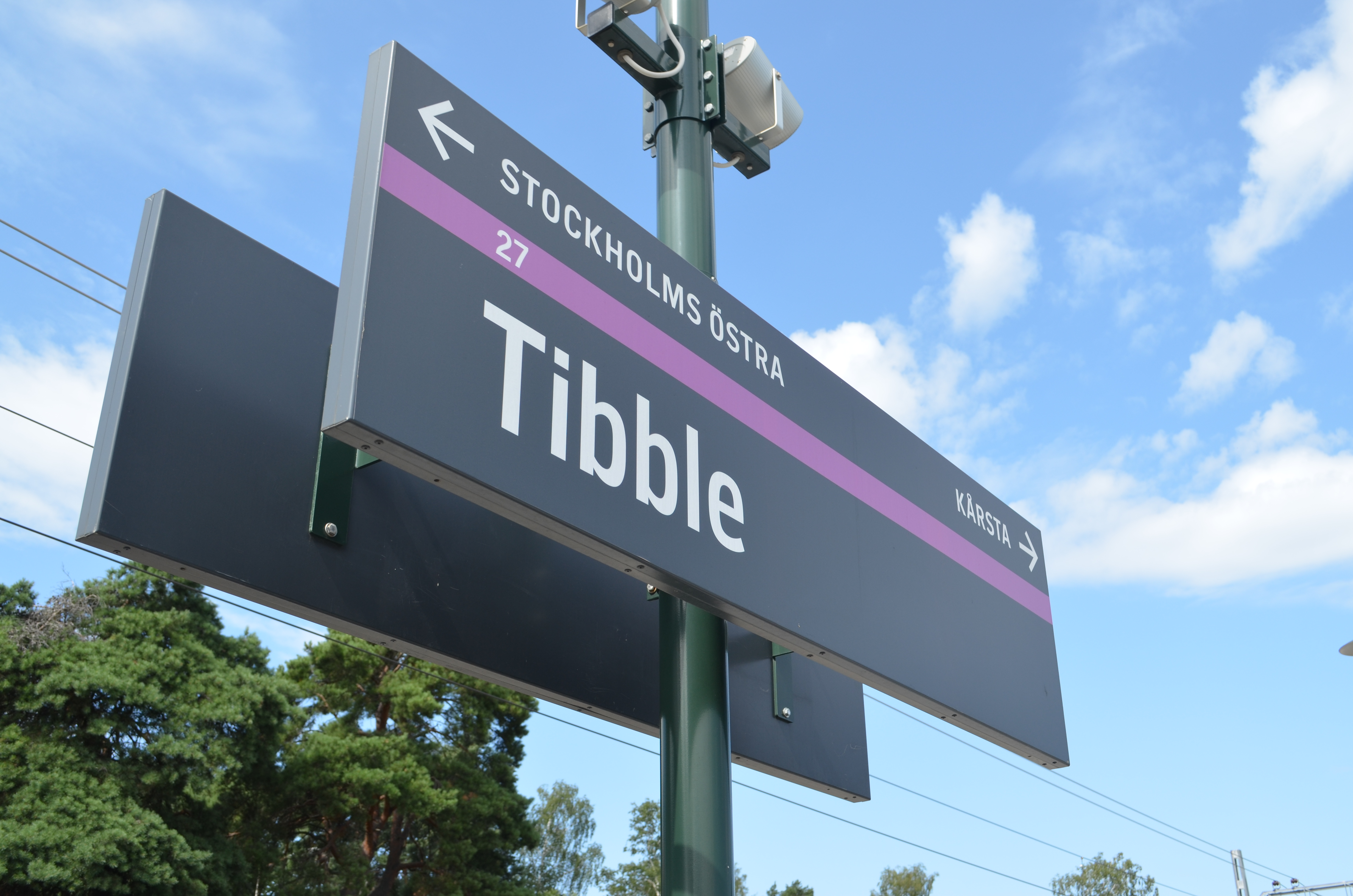
Stationsskylt
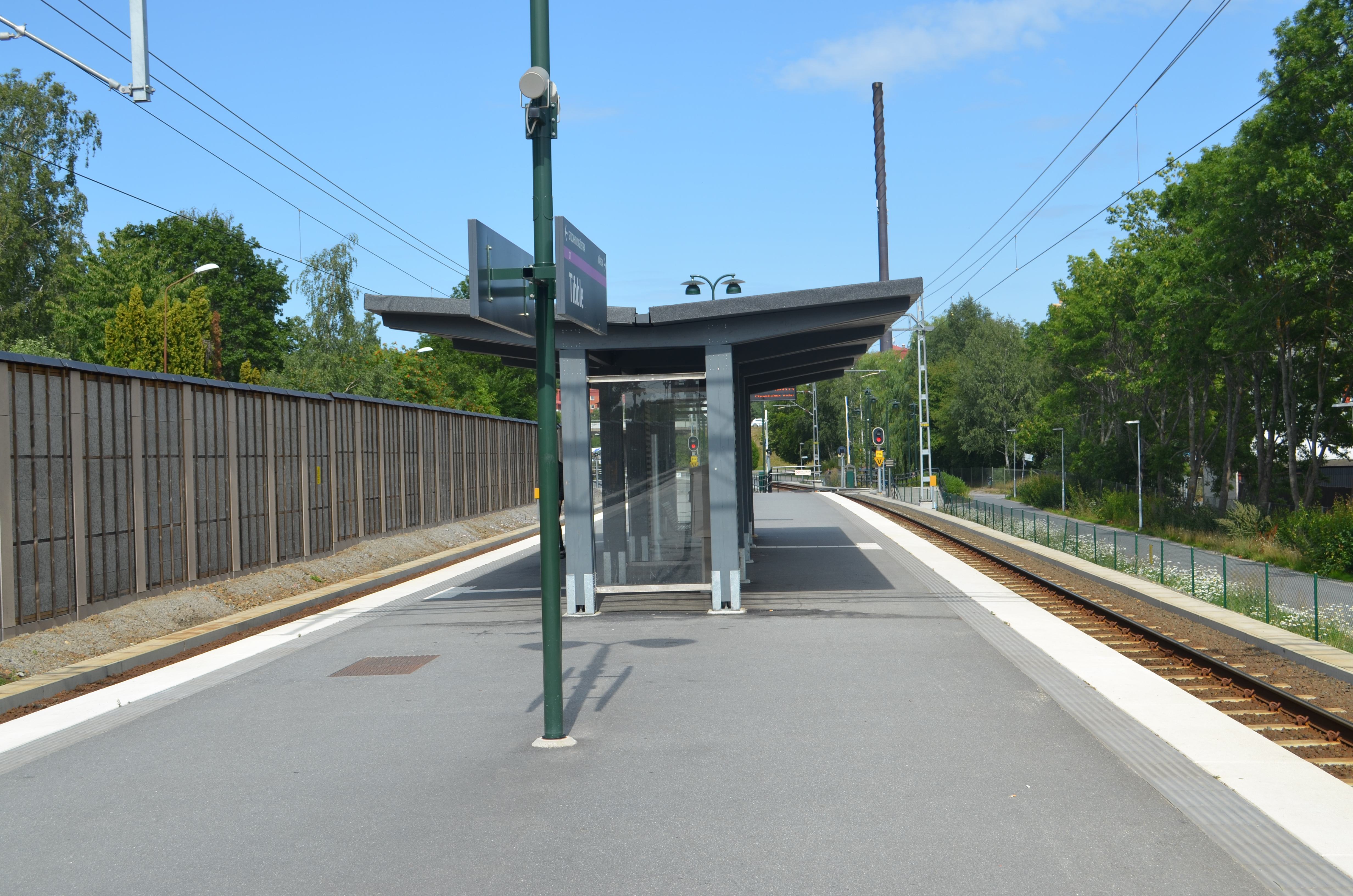
Perrongen
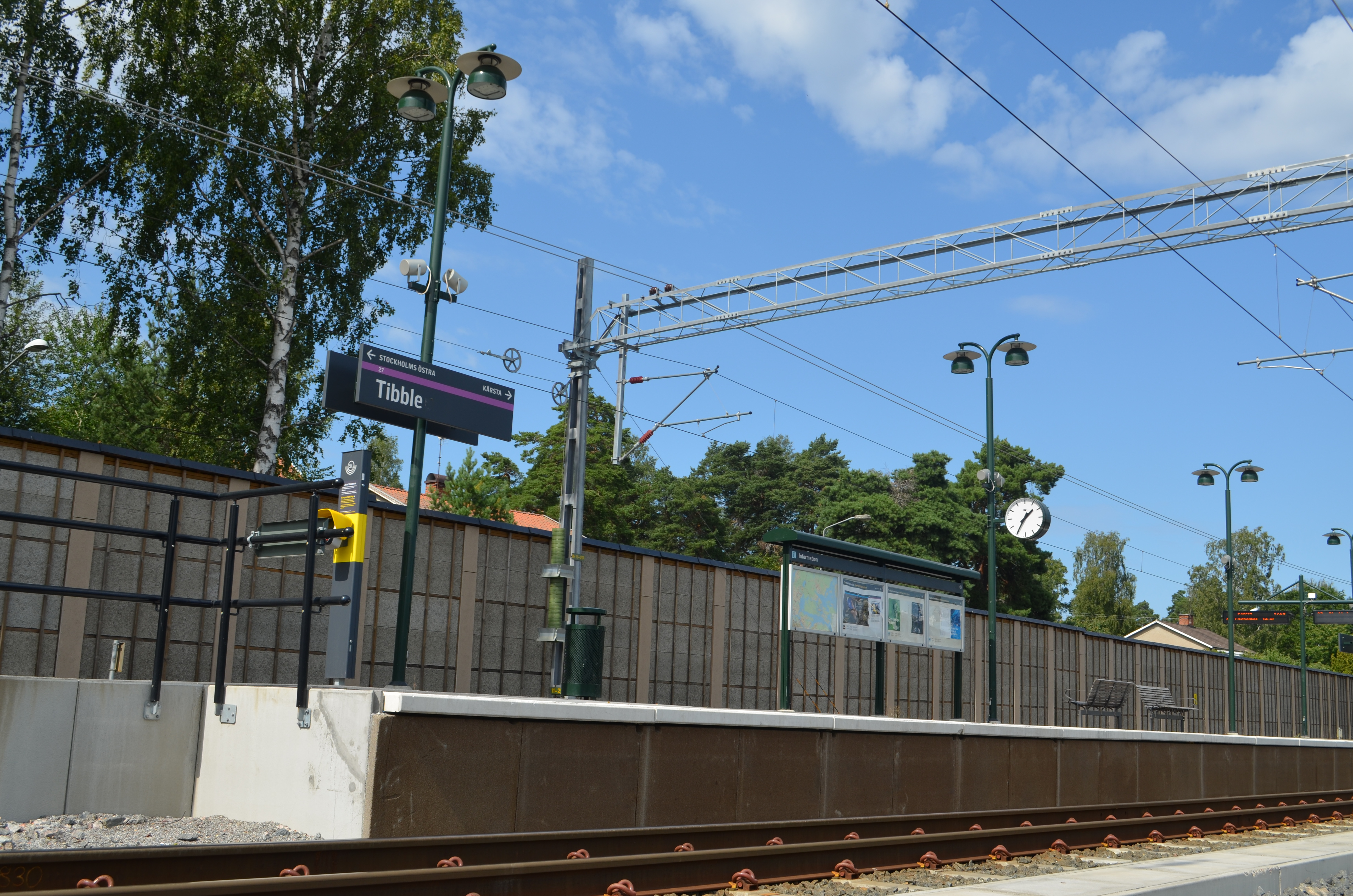
Stationen
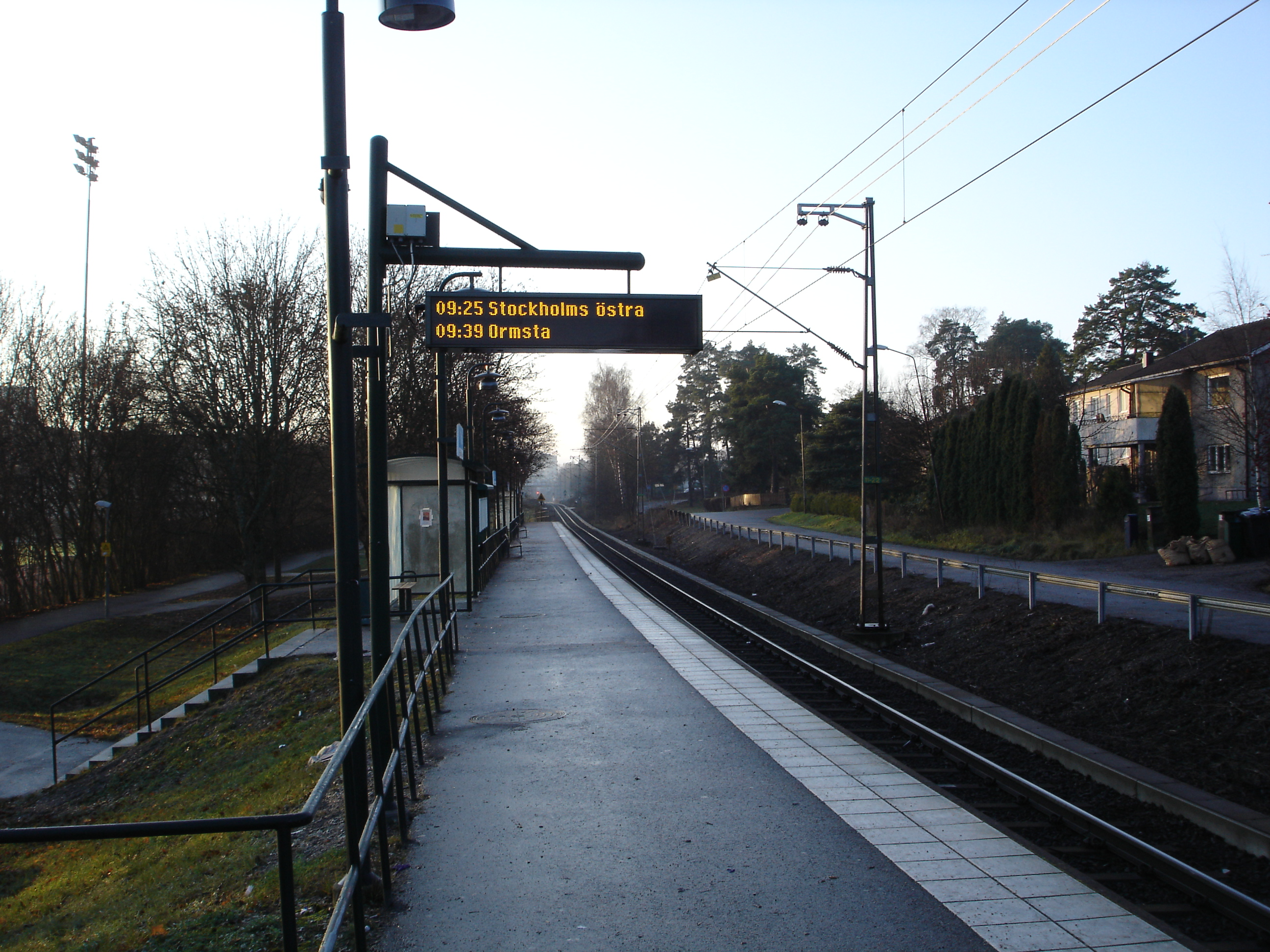
Gamla stationen, 2009